# Atorvastatine
L'atorvastatine est un médicament de type statine utilisé pour son action hypocholestérolémiante. Cette molécule a été découverte par la société américaine Warner-Lambert et lancée en 1997.
Depuis le rachat de Warner-Lambert, la molécule est commercialisée par le laboratoire pharmaceutique Pfizer sous les marques commerciales suivantes :
- Tahor en France,
- Lipitor aux États-Unis et au Canada.

Depuis le 30 novembre 2011, la molécule est tombée dans le domaine public aux États-Unis et diverses sociétés peuvent commercialiser des génériques.
Il s'agit du médicament le plus vendu dans le monde, tous produits confondus, avec un chiffre d'affaires de 11 milliards de dollars en 2010 et un gain total de 130 milliards de dollars sur les 14 années de commercialisation.

## Effets secondaires
Il existe un risque augmenté de survenue d'un diabète comme pour les autres statines, mais sans altération du bénéfice sur le risque vasculaire,. Il a d'autre part été constaté que l'atorvastatine prise à plus de 20 mg/j était responsable de graves lésions rénales. Chez 2 à 3 personnes sur 100 000, il y a une myopathie auto-immune associée aux statines.
Il a été expérimentalement montré sur le modèle animal (lapin) que les statines augmentent aussi l'expression de l'ACE2 (qui est la protéine cible du virus SARS-CoV-2 responsable de la COVID-19). En 2015, Tikoo et al. ont ainsi montré un doublement de la protéine ACE2 à la surface des cellules du cœur et les reins de lapins athérosclérotiques traités à l'atorvastatine. Les auteurs expliquent ce changement par des modifications épigénétiques du gène ACE2 (or les modifications épigénétiques sont considérées comme transmissibles à la descendance sur plusieurs générations).
D'autres chercheurs analysant les cytokines ont démontré que les statines inhibent la libération de celles-ci ainsi que des facteurs impliqués dans les cas de COVID-19 légers à graves. Elles protègent en partie les patients contre les pires pronostics, les admissions en soins intensifs et la mort.